# 8-я армия (Германская империя)
Не следует путать с 8-й немецкой армией во Второй мировой войне
8-я армия (нем. 8. Armee) — германская армия, принимавшая участие в Первой мировой войне.

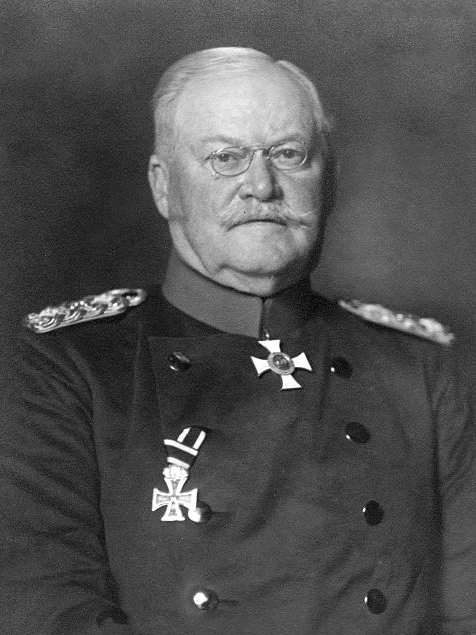
Максимилиан фон Притвиц

## Боевой путь

### Первая мировая война
В начале Германия, реализуя план Шлиффена, развернула основные силы (7 армий) на Западном фронте, сосредоточив на Востоке против России всего одну армию — 8-ю.
С началом Первой мировой войны 8-я армия находилась на Восточном фронте, в Восточной Пруссии.
В состав 8-й армии вошли 4 армейских корпуса. Германские войска, используя особенности местности, не занимали сплошного фронта, а располагались отдельными очагами (по корпусу) в укреплённых районах на главных направлениях. Всего германское командование развернуло на Восточном фронте 15 пехотных и 1 кавалерийскую дивизии, 1044 орудия (в том числе 156 тяжёлых), общим числом около 200 тыс. человек, под командованием генерал-полковника Притвица. Главной задачей германской армии была оборона Восточной Пруссии и помощь австро-венгерским войскам, которые, по плану германского командования, должны были сыграть главную роль в борьбе с Россией.
Активно участвовала в боях в Восточной Пруссии против русской армии, в частности в Восточно-Прусской операции, Мазурском сражении.

## Состав армии
В сентябре 1914 года:
- 1-й АК (командующий Герман фон Франсуа)
  - 1-я пехотная дивизия
  - 2-я пехотная дивизия.
- 1-й резервный АК (командующий фон Белов)
  - 1-я резервная пехотная дивизия
  - 36-я резервная пехотная дивизия
- 17-й АК (командующий Август фон Макензен)
  - 35-я пехотная дивизия
  - 36-я пехотная дивизия
- 20 АК (командующий генерал Шольц)
  - 37-я пехотная дивизия
  - 41-я пехотная дивизия (генерал-майор Лео Зонтаг[нем.])
- 3-я резервная дивизия
- 1-я ландверная дивизия (генерал-лейтенант Георг Фрайхерр фон дер Гольц)
- 6-я ландверная бригада
- 70-я ландверная бригада
- 1-я кавалерийская дивизия

## Командующие
- Максимилиан Притвиц унд Граффон (1914)
- Пауль фон Гинденбург (1914)
- Рихард фон Шуберт (1914)
- Фриц фон Белов (1914—1916)
- Оскар фон Гутьер (1917)
- Гюнтер фон Кирхбах (1917—1918)
- Хуго фон Катен (1918)